# اس اس تیساکا
اس اس تیساکا (به انگلیسی: SS Tjisalak) یک زیردریایی بود.